# Apeadeiro de Silvalde - Vouga

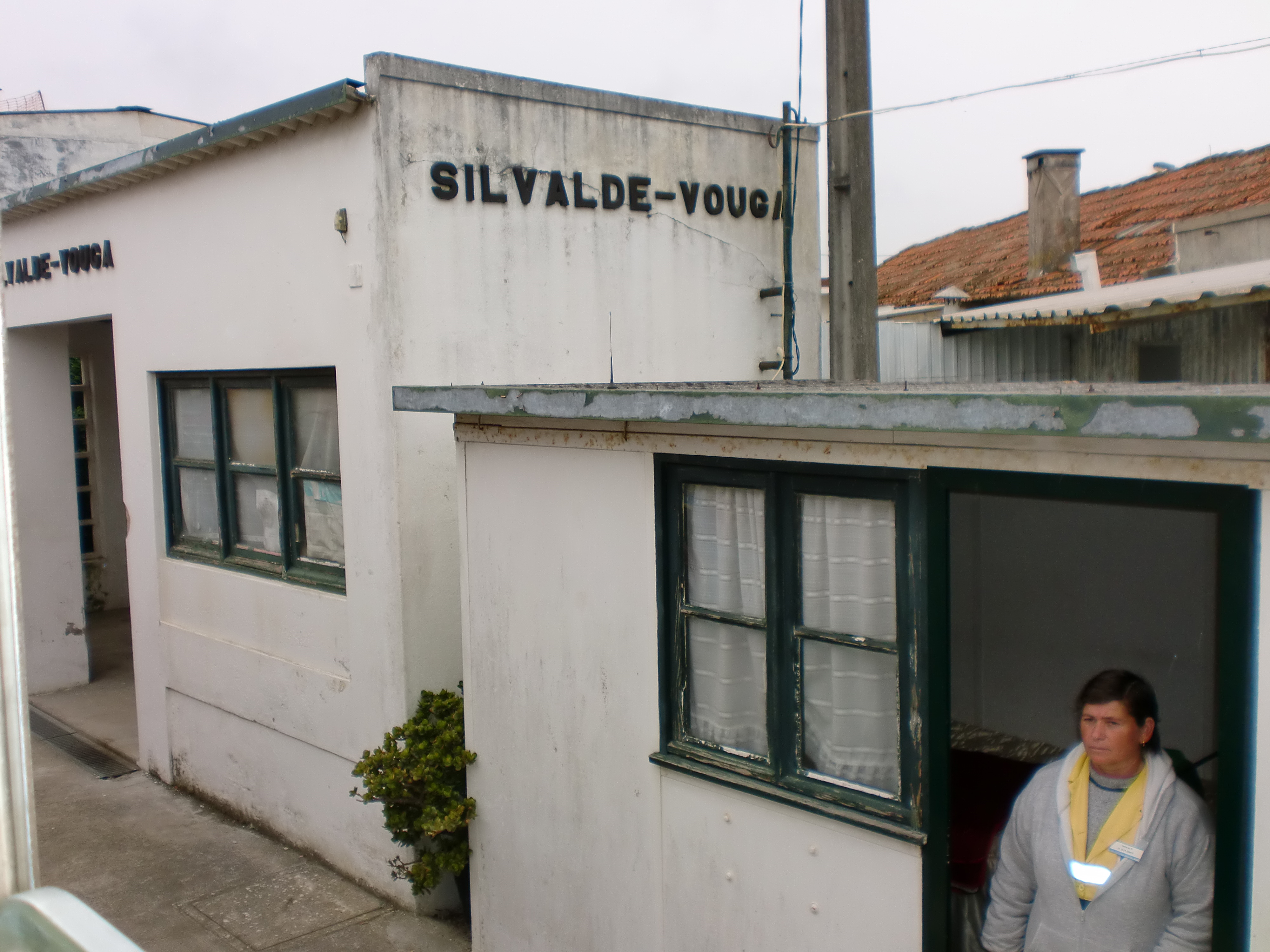
O apeadeiro de Silvalde-Vouga, em 2010.

O apeadeiro de Silvalde-Vouga (o topónimo originalmente dado como "Silvade"), é uma gare ferroviária da Linha do Vouga, que serve a localidade de Silvalde, no Distrito de Aveiro, em Portugal.

## Descrição

### Localização e acessos
Situa-se em Silvalde, a sudeste de Espinho, 1,2 km a nascente do apeadeiro do mesmo nome na Linha do Norte, via Rua do Quartel (desnível acumulado de +0−23 m).

### Serviços
Este apeadeiro é servido por composições regionais da empresa Comboios de Portugal.

## História
Silvalde-Vouga situa-se do troço entre Espinho e Oliveira de Azeméis, que foi inaugurado em 21 de Dezembro de 1908.
Este interface, no entanto, não fazia originalmente parte da Linha, tendo um diploma publicado no Diário do Governo n.º 132, III Série, de 3 de Junho de 1952, aprovado os projectos da Companhia dos Caminhos de Ferro Portugueses para modificação das tarifas, devido à abertura deste apeadeiro, com o nome de Silvade-Vouga.

Em 1980, o nome deste interface havia já sido anteriormente mudado para Silvalde-Vouga. Em 1985 era ainda um ponto de paragem na linha, com infraestrutura mínima, sem plataformas nem abrigo para os passageiros — que foram mais tarde edificados.